# Tenarea
Tenarea Bory de Saint-Vincent, 1832  é o nome botânico  de um gênero de algas vermelhas pluricelulares da família Corallinaceae, subfamília Lithophylloideae.
- São algas marinhas encontradas na Nova Zelândia e Ilhas Galápagos.

## Espécies
Apresenta 2 espécies taxonomicamente válidas:
- Tenarea carpophylli (Heydrich) V.J. Chapman & P.G. Parkinson, 1974

= Melobesia carpophylli Heydrich, 1893
= Dermatolithon carpophylli (Heydrich) Foslie, 1909
- Tenarea erecta M. Lemonie, 1930